# Auguste De Lathouwer
Pour les articles homonymes, voir De Lathouwer.
Auguste De Lathouwer, né à Louvain le 20 décembre 1836 et mort à Anvers le 18 février 1915, est un peintre et un aquarelliste belge connu pour ses paysages et ses représentations de fruits.
Sa facture minutieuse est inspirée par François Lamorinière. Professeur à l'Académie royale des beaux-arts d'Anvers, il est également philanthrope en enseignant le dessin à l'institut des Sourds-muets d'Anvers.

## Biographie

### Famille
Né à Louvain, le 20 décembre 1836, Auguste (Joseph Auguste) De Lathouwer est le fils naturel de Jeanne Catherine De Lathouwer (1798), fille de boutique domiciliée avec ses parents à Anvers. Auguste De Lathouwer est élevé à Anvers. Il y épouse le 9 février 1867 Marie Catherine Crols, boutiquière, domiciliée à Anvers, native de Scherpenheuvel le 26 mai 1839, et morte à Anvers le 20 mai 1914,.

### Formation
Dès l'école primaire, Auguste De Lathouwer marque un intérêt pour le dessin. Il se plaît à représenter essentiellement des fruits : des pommes et des poires qu'il peinturlure sur des feuilles de papier. Envoyé dans un pensionnat, il en revient à l'âge de 14 ans et obtient l'autorisation de s'inscrire à l'Académie royale des beaux-arts d'Anvers en 1851, où il suit l'enseignement des figures d'après l'antique dispensé par Edward Dujardin et le cours de la perspective d'après l'antique donné par Bernard Weiser (d). Tout en obtenant le premier prix d'après la figure ombrée, il se consacre aussi aux paysages sous la direction de Jacob Jacobs, et reçoit le prix d'excellence. Il exécute généralement ses paysages à la craie noire et blanche. Il n'abandonne cependant pas la peinture de fruits 
.

### Carrière
En 1858, pour la première fois, il expose à un salon triennal belge en envoyant au Salon d'Anvers Une coupe de bois, une vue sur les anciennes fortifications d'Anvers, acquise pour la tombola et gagnée par le roi Léopold Ier. Ensuite, Auguste De Lathouwer participe à une vingtaine d'expositions triennales en Belgique. À l'Exposition universelle de Paris de 1889, il envoie Sous le cerisier et Devant la ferme. Cette dernière œuvre, exposée au Salon d'Anvers de 1891, est achetée par le roi Léopold II, puis reproduite par le peintre à l'aquarelle. 
Il vend aisément ses toiles, mais il en offre beaucoup lors de manifestations caritatives. En 1871, il devient maître de dessin à l'Institut des sourds-muets d'Anvers, où il demeure jusqu'à sa mort. Il joue le rôle de philanthrope en développant cet enseignement pratique pour ses élèves. Cette méthode leur permet d'acquérir la dimension artistique des métiers auxquels ils sont destinés : ébénistes, tapissiers ou forgerons et de leur assurer dès lors une situation sociale satisfaisante. En 1889, il est nommé professeur de dessin à l'Académie d'Anvers, où il forme notamment le peintre Henri De Smeth.
Veuf de Marie Catherine Crols, depuis le 20 mai 1914, Auguste De Lathouwer meurt en son domicile, Pont de la Porte aux vaches, no 1 à Anvers, à l'âge de 78 ans, le 18 février 1915. Un service funèbre est célébré quatre jours plus tard à l'église Saint-Paul, suivi par son inhumation au cimetière de Berchem.

## Œuvre

### Caractéristiques
Auguste De Lathouwer est surtout connu pour ses paysages et ses représentations de fruits. Il est influencé par la facture minutieuse de François Lamorinière. Il s'adonne également à l'aquarelle.

### Succès et déception
Lorsque Charles Verlat réalise, en 1881, le vaste panorama intitulé La Bataille de Waterloo, il fait appel à Auguste De Lathouwer qui dessine les paysages. En vue du Salon de Bruxelles de 1884, le jury d'admission se montre sélectif et refuse de nombreux envois, dont ceux de James Ensor et d'Auguste De Lathouwer. Ce dernier, et d'autres artistes comme Désiré Cox, Louis Dumont, Jean Hill et Paul Parmentier créent un salon des refusés qui ouvre ses portes à l'hôtel des ventes au boulevard Anspach le 11 octobre 1884.

### Expositions
- Salon d'Anvers de 1858 : Une coupe de bois ; paysage[9].
- Salon de Bruxelles de 1860 : Vue prise à Hoboken[10].
- Salon d'Anvers de 1861 : La Halte : paysages et animaux et Vers le soir[11].
- Salon de Bruxelles de 1863 : Vue prise aux environs du château de Galifort (à Deurne) et Les Braconniers (dessin)[12].
- Salon de Bruxelles de 1866 : La Métairie[13].
- Salon d'Anvers de 1867 : Ferme aux environs d'Anvers[14].
- Salon de Bruxelles de 1872 : Cour de ferme[15].
- Salon d'Anvers de 1873 : Fin d'automne et Matin[16].
- Salon de Bruxelles de 1875 : Vue prise aux environs d'Anvers[17].
- Salon de Gand (XXXI) de 1880 : Fin d'automne[18].
- Salon de Bruxelles de 1881 : Sous les arbres[19].
- Salon de Gand de 1883 (XXXII) : Matin au mois de septembre[20].
- Salon de Bruxelles de 1887 : Sous le cerisier[21].
- Salon d'Anvers de 1888 : Sous le cerisier[22].
- Salon d'Anvers de 1891 : Devant la ferme, acquise par le roi[23].
- Salon de Bruxelles de 1893 : Le Vieux cerisier[24].
- Salon de Bruxelles de 1903 : Avenue aux environs d'Anvers et Derrière la ferme, mois d'août[25].

## Honneur
- Croix de 1re classe de la décoration civique par arrêté royal du 2 mai 1913[6].